# Ken Livingstone
Kenneth Robert Livingstone (Lambeth, 17 giugno 1945) è un politico britannico, storico esponente della cosiddetta hard left del Partito Laburista, sindaco di Londra dal 2000 al 2008.
Socialista, Livingstone ha dedicato la maggior parte della sua carriera alla politica londinese. Consigliere e poi leader del Consiglio della Grande Londra, dopo l'abolizione dell'organo entra nella camera dei comuni. Alla fine degli anni '90, con la creazione del ruolo di sindaco di Londra, torna nella politica della capitale.
Eletto da indipendente nel 2000 e riconfermato nel 2004, si concentra sul potenziare e favorire i trasporti pubblici londinesi. Battuto da Boris Johnson nel 2008, in seguito è diventato sostenitore della leadership laburista di Jeremy Corbyn per poi ritirarsi dalla politica attiva nel 2018.
Figura polarizzante nel partito laburista, la stampa britannica lo ha soprannominato Red Ken, Ken il Rosso.

## Storia politica

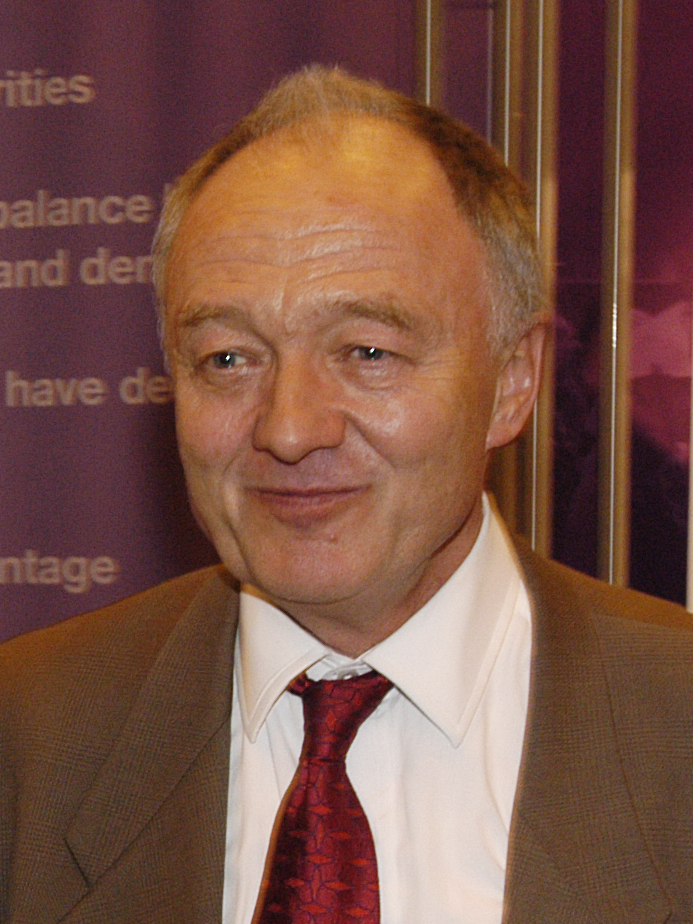
Livingstone nel 2005

### Gioventù e inizi
Nacque a Lambeth nel 1945 in una famiglia disagiata e trovò difficoltà nel percorso scolastico. Appassionato di rettili, a 17 anni entrò nel mondo del lavoro in un istituto di ricerca come tecnico di laboratorio dedicato agli animali. Già interessato di politica, l'ambiente di lavoro a contatto con colleghi perlopiù socialisti lo ispirò a prendere parte alle lotte sindacali.
Nonostante una visione pessimista riguardo alle proteste del sessantotto e alle politiche del governo Wilson, si avvicina al Partito Laburista britannico nel 1968. Livingstone ha sempre mantenuto un punto di vista molto orientato a sinistra, e ciò gli ha procurato il soprannome di Red Ken, Ken il Rosso.
Nel 1973 diventa consigliere nel Consiglio della Grande Londra, diventandone leader nel 1981 e ricoprendo la carica fino allo scioglimento dell'organo dal governo Thatcher nel 1986.
Nel 1987 passò alla politica nazionale, venendo eletto parlamentare nella Camera dei comuni. Come membro di spicco dell'ala sinistra Livingstone si trovò spesso in conflitto con la dirigenza, decisa a eliminare le componenti più radicali del partito e a spostarlo verso il centro. Le tensioni, iniziate con il leader Neil Kinnock, portarono ad accesi conflitti tra le correnti con l'ascesa del centrista Tony Blair a leader laburista nel 1994.

### Sindaco di Londra
Dopo la vittoria laburista alle elezioni del 1997, furono avviati i preparativi per lo stabilimento del sindaco di Londra come ruolo eletto direttamente dai cittadini, e Livingstone dichiarò di volersi candidare con il partito. La notizia fu accolta con forte disapprovazione dall'allora primo ministro Blair, che considerava Livingstone troppo radicale fin dagli anni '80, e ne ostacolò la nomina tramite cambiamenti al sistema di votazione interna del partito. Livingstone scelse quindi la candidatura da indipendente, causando la sua espulsione automatica e ulteriori ostilità all'apice del Blairismo.
Eletto sindaco di Londra da indipendente, nel gennaio del 2004 fu riammesso al partito e presentato come candidato ufficiale del Partito Laburista nelle elezioni - poi vinte - del giugno 2004.
Come sindaco, Livingstone si concentrò sul favorimento e potenziamento dei trasporti pubblici londinesi tramite politiche come il London congestion charge, l'introduzione delle Oyster card e degli autosnodati e la riduzione delle tariffe per alcune fasce della popolazione. Si occupò anche della ristrutturazione di Trafalgar Square.
Durante il secondo mandato, oltre a continuare le politiche dei trasporti pubblici, Livingstone gestì la reazione della capitale agli attentati del 7 luglio 2005 ed ebbe un ruolo decisivo nella selezione di Londra come città per le Olimpiadi del 2012.
Si candidò per la terza volta alla carica di sindaco di Londra del 2008 ma fu battuto al ballottaggio dal conservatore Boris Johnson, che ottenne un secondo mandato nel 2012.

### Ultime attività
Dopo Londra sostiene la leadership di Jeremy Corbyn, altro esponente dell'ala sinistra laburista. In questo periodo i commenti di Livingstone sul ruolo di Israele nel conflitto israelo-palestinese hanno generato polemiche e accuse di antisemitismo rivolte alla leadership di Corbyn.
Nel 2018 si ritira dal partito e dalla politica attiva. Nel 2023 la famiglia ha annunciato che Livingstone soffre della malattia di Alzheimer.

## Linea politica
Socialista, Livingstone è stato tra gli esponenti di spicco dell'ala sinistra del partito.
Forte sostenitore dei servizi pubblici, la sua carriera è stata caratterizzata da numerose battaglie, politiche e legali, contro le privatizzazioni attuate da governi conservatori e laburisti, come quelli guidati da Thatcher e Blair. In particolare Livingstone ha più volte tentato di fermare il partenariato pubblico-privato per la metropolitana di Londra, ritenendolo il passo precedente alla privatizzazione totale.
Promotore di cause pacifiste come il disarmo nucleare per il Regno Unito, in politica estera si è opposto alla guerra in Iraq, altro punto su cui si scontrò con il governo laburista di Blair, e ha sostenuto la soluzione dei due Stati per il conflitto israelo-palestinese, pur criticando fortemente Israele.
Livingstone ha collaborato con gruppi e attivisti per un'Irlanda unita e repubblicana. Cause controverse nella politica inglese, il suo supporto ha provocato ostilità dal partito e dalla stampa, risultando nell'appellativo unionista Green Ken, Ken il Verde.